# Suisse au Concours Eurovision de la chanson 1966
La Suisse a participé au Concours Eurovision de la chanson 1966 le 5 mars à Luxembourg. C'est la 11e participation suisse au Concours Eurovision de la chanson.
Le pays est représenté par la chanteuse Madeleine Pascal et la chanson Ne vois-tu pas ?, sélectionnées par la SRG SSR au moyen d'une finale nationale.

## Sélection

### Concours Eurovision 1966
La Société suisse de radiodiffusion et télévision (SRG SSR), organise la sélection suisse Concours Eurovision 1966, ou Finale suisse 1966, pour sélectionner l'artiste et la chanson représentant la Suisse au Concours Eurovision de la chanson 1966.

#### Finale
La finale suisse a lieu le 5 février 1966. Les noms de certains artistes ne sont pas connus.
Les chansons sont interprétées en allemand, français ainsi qu'en italien, langues officielles de la Suisse.
| Ordre | Artiste          | Chanson                    | Langue   | Traduction             | Place |
| ----- | ---------------- | -------------------------- | -------- | ---------------------- | ----- |
| 1     | Madeleine Pascal | Ne vois-tu pas ?           | Français | –                      | 1     |
| 2     | NC               | Je reviendrai, Sylvie      | Français | –                      | NC    |
| 3     | Anna Identici    | Uno ha bisogno dell'altro  | Italien  | On a besoin d'un autre | NC    |
| 4     | NC               | Impara a tacere            | Italien  | Apprendre à se taire   | NC    |
| 5     | NC               | Die Strasse voller Lichter | Allemand | Les rues illuminées    | NC    |
| 6     | NC               | Glücklich sein             | Allemand | Être heureux           | NC    |

Lors de cette sélection, c'est la chanson Ne vois-tu pas ? qui fut choisie, interprétée par la chanteuse française Madeleine Pascal. Le classement des autres chansons n'est pas connu.
Le chef d'orchestre à l'Eurovision est Jean Roderès.

## À l'Eurovision
Chaque jury national attribue un, trois ou cinq points à ses trois chansons préférées.

### Points attribués par la Suisse
| 5 points | Allemagne |
| 3 points | Autriche  |
| 1 point  | Suède     |

### Points attribués à la Suisse
| 5 points   | 3 points           | 1 point      |
| ---------- | ------------------ | ------------ |
| - Autriche | - Irlande - Monaco | - Luxembourg |

Madeleine Pascal interprète Ne vois-tu pas ? en 12e position, suivant l'Espagne et précédant Monaco.
Au terme du vote final, la Suisse termine 6e sur 18 pays, ayant reçu 12 points au total, provenant de quatre pays,.